# Ferdinand Jättnig
Carl Christian Ferdinand Jättnig (auch Jaettnig, * 25. Mai 1789 in Berlin; † 20. Januar 1847 ebenda) war ein deutscher Kupferstecher.
Ferdinand Jättnig war der älteste Sohn des Kupferstechers Carl Jättnig. Er studierte 1836/37 an der Akademie der Künste in Berlin und beteiligte sich von 1836 bis 1846 an den dortigen Ausstellungen. Seine Arbeiten umfassen mythologische Themen, Architekturentwürfe und Ornamente sowie Illustrationen für wissenschaftliche Bücher. 
Er war seit 1814 mit Wilhelmine Krüger (um 1790–1852) verheiratet. Sie hatten elf Kinder, darunter die Söhne Christian Ferdinand Ernst (1813–1847) und Carl Theodor Leopold (* 1819), die ebenfalls Kupferstecher wurden.